# Penicillus pyriformis
Espèce
Penicillus pyriformis est une espèce d'algues vertes de la famille des Udoteaceae.